# ゴーゴーズ (アダルトビデオ)
株式会社ゴーゴーズ（かぶしきかいしゃ - ）は、日本のアダルトビデオメーカー。 本社は、東京都新宿区。

## 概要
2002年7月、アウダースジャパンに所属していたスタッフの一部が離脱して、株式会社ゴーゴーズを設立。
同年8月には公式ホームページ“GoGo's.Tv”が開設される。また同月にModels（モデルズ）／Core（コア）／Select（セレクト）の各レーベル販売が開始された。その後「制作会社買取系」「素人投稿系」ビデオを中心とした素人投稿映像専門レーベル“GOS（ゴーズ）”を設立し、現在の体制に至る。
「僕、専用。」(2003年〜2005年)、「ボクの新妻は巨乳で裸エプロンで眼鏡っ娘。」(2005年〜2007年)などの人気シリーズを出した。
また、「僕、専用。」シリーズは、ソフト・オン・デマンドとワープエンタテインメントとコラボして、それぞれのメーカーから発売された。
会社設立当初よりシリーズ物が多いことで知られており、あの高橋浩一監督が撮影する「人妻不倫旅行」は195作（2002年〜2021年7月）を数え、生々しさがウリの未成年シリーズは500作を超えるなど一部のコアなユーザーに熱烈な支持を受けている。

## 主なシリーズ

### Models
- 僕、専用。
- 姉キュン
- オレの部屋×制服のカノジョ。
- In your room

### Core
- 人妻不倫旅行
- 人妻不倫旅行×人妻湯恋旅行
- 人生紀行
- うちの妻を寝取ってください
- 潜入!!人妻専門耳かき店

### Select
- 秋葉原素人生撮り
- 泥酔合コン生撮り

### GOS
- 「未成年シリーズ」
  - 万引き少女
  - 現役女子●生アイドルをつまみ食い！
  - サポ。
  - 無垢、喪失
  - 援助交際ネットワーク

- 「その他」
  - 人妻失格
  - 人妻湯恋旅行
  - 歌舞伎町整体治療院
  - 青山猥褻エステサロン
  - アジア古式マッサージ店盗撮

## 監督
- 高橋浩一
- 唐木竹史 (からき たけし)